# Кальдерини, Джованни
Джованни Кальдерини (итал. Giovanni Calderini; 24 декабря 1841 — 14 июля 1920) — итальянский врач.
Учился в Турине, где защитил в 1862 докторскую диссертацию. В 1868 стал приват-доцентом офтальмологии, в 1872 прозектором, в 1873 профессором акушерства и директором родовспомогательного заведения в Падуе, в 1879 ординарным профессором акушерства и гинекологии. С 1895 в Болонском университете, в 1905—1907 декан медицинского факультета.
Основные труды Кальдерини: «Лапаротомия» (итал. «Laparotomie»; 1895, 1899); «Труды по родовспоможению и гинекологии» (итал. «Studi di ostetrica e ginecologia»; 1890); «Руководство по терапии и хирургии в области родовспоможения» (итал. «Manuale clinico di terapia e operazione ostetriche»; 1897).